# Rue Joseph Henrion
 (août 2022).
Si vous disposez d'ouvrages ou d'articles de référence ou si vous connaissez des sites web de qualité traitant du thème abordé ici, merci de compléter l'article en donnant les références utiles à sa vérifiabilité et en les liant à la section « Notes et références ».
La rue Joseph Henrion est une rue située dans le quartier Sainte-Marguerite de la ville de Liège. Elle se trouve entre la rue Naniot et la rue Toussaint Beaujean.

## Odonymie

### Depuis 1910
Depuis novembre 1910, elle porte le nom de Joseph Henrion, premier instituteur de l'Institut Royal des sourds-muets et aveugles, fondé en 1819 par Jean-Baptiste Pouplin. Il a été formé auparavant à Paris par l'abbé Sicard. Il est né en 1793 et mort en 1868.